# Europees kampioenschap voetbal 2012 (Groep B) Nederland - Duitsland
Dit artikel gaat over de wedstrijd in de groepsfase in groep B tussen Nederland en Duitsland die gespeeld werd op 13 juni 2012 tijdens het Europees kampioenschap voetbal 2012.
Het was de twaalfde wedstrijd van het toernooi en werd gespeeld in het Metaliststadion in Charkov.

## Voorafgaand aan de wedstrijd
- Op de FIFA-wereldranglijst van mei 2012 stond Nederland op de 4e plaats, Duitsland op de 2e plaats.[1] Bij uitgave van de lijst van juni 2012 bleek dat Duitsland naar de derde plaats gezakt is.
- Nederland heeft de openingswedstrijd tegen Denemarken verloren met 1 - 0.
- Duitsland heeft de openingswedstrijd tegen Portugal gewonnen met 1 - 0, door een doelpunt van Gomez.
- Voor Nederland staat Van Bommel op scherp, nadat hem tijdens de eerste wedstrijd een gele kaart was getoond. Bij Duitsland staan Badstuber en Boateng op scherp, vanwege een getoonde gele kaart.
- Inclusief de wedstrijden tegen West-Duitsland, is deze interland de 39e ontmoeting tussen beide landen. Nederland wist tien wedstrijden te winnen, tegenover veertien Duitse overwinningen. Veertien wedstrijden eindigden in een gelijkspel. Tijdens de 38 voorgaande ontmoetingen wist Nederland 63 maal te scoren, tegenover 75 Duitse doelpunten.[2]
- De laatste ontmoeting tussen beide landen was in november 2011. Duitsland won deze wedstrijd in Hamburg met 3 - 0. De laatste keer dat beide landen elkaar op een eindronde ontmoetten, was in 2004. Tijdens het Europees kampioenschap voetbal 2004 in Portugal werd het een 1 - 1 gelijk spel door doelpunten van Frings en Van Nistelrooij.
- Het is de vijfde ontmoeting tussen beide landen op een eindronde van het Europees kampioenschap voetbal mannen. De eerste keer was in 1980. Tijdens de groepswedstrijd wist Allofs een hattrick te scoren, voordat Rep uit een strafschop en Van de Kerkhof wisten te scoren. Deze wedstrijd won Duitsland met 3 - 2. De tweede keer was in 1988. Tijdens de halve finale van dit toernooi scoorde Matthäus uit een strafschop, voordat Koeman ook uit een strafschop gelijk maakte. Vlak voor tijd wist Van Basten Nederland naar de finale te schieten. De derde ontmoeting tijdens een eindronde was in 1992 in Zweden. Tijdens een groepswedstrijd werd de wedstrijd met 3 - 1 gewonnen door Nederland. Voor Nederland scoorden Rijkaard, Witschge en Bergkamp. Voor de Duitsers scoorde Klinsmann. De laatste ontmoeting is de eerder aangehaalde wedstrijd in Portugal.
- Bij Nederland is Mathijsen weer fit. Hij raakte tijdens de voorbereiding op het toernooi geblesseerd aan een hamstring tijdens het duel met Bulgarije.[3] Mathijsen miste door deze blessure de wedstrijd tegen Denemarken.

## Wedstrijdgegevens

De basisopstellingen van beide landen

| Datum                | 13 juni 2012                       | 13 juni 2012                       |
| Wedstrijdnummer      | 12                                 | 12                                 |
| Stadion              | Metaliststadion, Charkov           | Metaliststadion, Charkov           |
| Toeschouwers         | 35.000                             | 35.000                             |
| Scheidsrechter       | Jonas Eriksson                     | Jonas Eriksson                     |
| Assistenten          | Stefan Wittberg, Mathias Klasenius | Stefan Wittberg, Mathias Klasenius |
| Vierde man           | Tom Harald Hagen                   | Tom Harald Hagen                   |
| Man van de wedstrijd | Mario Gomez                        | Mario Gomez                        |
|                      | Nederland                          | Duitsland                          |
| Doelpunten           | 1                                  | 2                                  |
| Gele kaarten         | 2                                  | 1                                  |
| Rode kaarten         | 0                                  | 0                                  |
| Wissels              | 3                                  | 3                                  |
| Schoten op doel      | 7                                  | 5                                  |
| Schoten naast doel   | 5                                  | 2                                  |
| Overtredingen        | 5                                  | 3                                  |
| Hoekschoppen         | 6                                  | 5                                  |
| Buitenspel           | 1                                  | 4                                  |
| Vrije trappen        | 11                                 | 12                                 |
| Balbezit (tijd)      | 0                                  | 0                                  |
| Balbezit (%)         | 52                                 | 48                                 |

| Nederland | 1 - 2           | Duitsland |
| Robin van Persie (Wesley Sneijder) 73' | goals (assists) | 24', 38' Mario Gomez (Bastian Schweinsteiger) |
| Bert van Marwijk | bondscoach      | Joachim Löw |
| Maarten Stekelenburg Gregory van der Wiel John Heitinga Joris Mathijsen Jetro Willems Mark van Bommel 46' Nigel de Jong Arjen Robben 83' Wesley Sneijder Ibrahim Afellay 46' Robin van Persie | opstellingen    | Manuel Neuer Jérôme Boateng Mats Hummels Holger Badstuber Philipp Lahm 90+2' Thomas Müller Bastian Schweinsteiger 80' Mesut Özil Sami Khedira Lukas Podolski 72' Mario Gómez |
| Klaas-Jan Huntelaar 46' Rafael van der Vaart 46' Dirk Kuyt 83' | wissels         | 72' Miroslav Klose 81' Toni Kroos 90+2' Lars Bender |
| Nigel de Jong 80' Jetro Willems 90+1' | gele kaarten    | 87' Jérôme Boateng |
| | rode kaarten    | |

## Wedstrijden
| Groepswedstrijden | | | |
| Groep A | Groep B | Groep C                                                                                               | Groep D |
| Polen - Griekenland Rusland - Tsjechië Griekenland - Tsjechië Polen - Rusland Tsjechië - Polen Griekenland - Rusland | Nederland - Denemarken Duitsland - Portugal Denemarken - Portugal Nederland - Duitsland Portugal - Nederland Denemarken - Duitsland | Spanje - Italië Ierland - Kroatië Italië - Kroatië Spanje - Ierland Kroatië - Spanje Italië - Ierland | Frankrijk - Engeland Oekraïne - Zweden Oekraïne - Frankrijk Zweden - Engeland Engeland - Oekraïne Zweden - Frankrijk |
| Kwartfinales | | | |
| Tsjechië - Portugal                                                                                                  | Duitsland - Griekenland | Spanje - Frankrijk                                                                                    | Engeland - Italië |
| Halve finales | | | |
| ‎Portugal - Spanje | ‎Portugal - Spanje | Duitsland - Italië                                                                                    | Duitsland - Italië                                                                                                   |
| Finale | | | |
| Spanje - Italië | | | |